# Serica kumaonensis
Serica kumaonensis är en skalbaggsart som beskrevs av Ahrens 1999. Serica kumaonensis ingår i släktet Serica och familjen Melolonthidae. Inga underarter finns listade i Catalogue of Life.